# Puchar interkontynentalny w lekkoatletyce
Puchar interkontynentalny w lekkoatletyce (ang. IAAF Continental Cup) – zawody lekkoatletyczne organizowane od 2010 roku w interwale czteroletnim przez Międzynarodowe Stowarzyszenie Federacji Lekkoatletycznych. Impreza jest bezpośrednią kontynuację rozgrywanego od 1977 Pucharu świata w lekkoatletyce.

## Puchar świata 1977 - 2006
Puchar świata rozgrywany był od 1977 roku, początkowo nieregularnie (co 2, 3 lub 4 lata). Od edycji pucharu świata w roku 1994 aż do ostatniej edycji zawodów impreza odbywała się w cyklu 4 letnim zawsze w dwa lata po letnich igrzyskach olimpijskich. Wśród celów rozgrywania pucharu świata IAAF podawał m.in. popularyzację lekkoatletyki na świecie oraz pogłębienie solidarności i przyjaźni między sportowcami z całego świata.

### Zasady
W zawodach pucharu świata uczestniczyli przedstawiciele:
- pięciu kontynentów (Afryka, obie Ameryki jako jedna reprezentacja, Azja, Europa i Oceania)
- trzech państw – największych potęg lekkoatletycznych - zwyczajowo były to Stany Zjednoczone oraz 2 najlepsze ekipy ostatniego pucharu Europy np. w 2002 były to Wielka Brytania i Niemcy wśród mężczyzn oraz Rosja i Niemcy wśród kobiet; w 2006 - Rosja i Francja wśród mężczyzn oraz Rosja i Polska wśród kobiet
- kraju – organizatora zawodów.

Reprezentanci państw występujących w zawodach nie mogli wchodzić w skład reprezentacji swoich kontynentów. W każdej konkurencji występował tylko jeden, zazwyczaj najlepszy, reprezentant kraju lub regionu, wybrany wcześniej przez federację narodową bądź regionalną. Miejsce zajęta przez poszczególnych zawodników były punktowane od najlepszego do najgorszego. Ogólna suma punktów po wszystkich konkurencjach wskazywała zwycięską drużynę. Prowadzona była osobna klasyfikacja dla kobiet i dla mężczyzn.

### Edycje
W latach 1977–2006 rozegrano dziesięć edycji Pucharu Świata.
| Lp   | Edycja | Miasto       | Państwo         | Stadion                               |
| ---- | ------ | ------------ | --------------- | ------------------------------------- |
| I    | 1977   | Düsseldorf   | RFN             | Rheinstadion                          |
| II   | 1979   | Montreal     | Kanada          | Stadion Olimpijski                    |
| III  | 1981   | Rzym         | Włochy          | Stadion Olimpijski                    |
| IV   | 1985   | Canberra     | Australia       | Canberra Stadium                      |
| V    | 1989   | Barcelona    | Hiszpania       | Estadi Olímpic Lluís Companys         |
| VI   | 1992   | Hawana       | Kuba            | Estadio Panamericano                  |
| VII  | 1994   | Londyn       | Wielka Brytania | Crystal Palace National Sports Centre |
| VIII | 1998   | Johannesburg | RPA             | Johannesburg Stadium                  |
| IX   | 2002   | Madryt       | Hiszpania       | Estadio La Peineta                    |
| X    | 2006   | Ateny        | Grecja          | Stadion Olimpijski                    |

## Puchar interkontynentalny 2010 -

### Zasady
W pucharze interkontynentalnym startować będą 4 drużyny: Afryka, Ameryka, Azja wraz z Oceanią oraz Europa. Każdy z tych zespołów wystawi do konkurencji 2 zawodników. Wyjątkiem będą bieg na 1500 m, 3000 m, 5000 m oraz 3000 m z przeszkodami - tutaj każda reprezentacja będzie miał 3 reprezentantów jednak do punktacji zostanie zaliczona tylko najlepsza dwójka. Wprowadzona zostanie wspólna punktacja - łączna dla pań i panów.

### Edycje
Pierwsza edycja pucharu kontynentalnego odbyła się we wrześniu 2010 roku w Splicie.
| Lp  | Edycja | Miasto    | Państwo   | Stadion                                |
| --- | ------ | --------- | --------- | -------------------------------------- |
| I   | 2010   | Split     | Chorwacja | Poljud                                 |
| II  | 2014   | Marrakesz | Maroko    | Stade de Marrakech                     |
| III | 2018   | Ostrawa   | Czechy    | Stadion miejski w Ostrawie-Vítkovicach |